# Joe Talirunili
Joe Talirunili (1893-1976), né à Puvirnituq au Nunavik et mort le 11 septembre 1976 est un sculpteur canadien inuit.

## La migration
Un des thèmes principaux de Talirunili concerne un événement survenu dans son enfance lorsqu'un groupe d'une quarantaine de personnes en voyage dans la baie d'Hudson a commencé à dériver sur une banquise. En utilisant des peaux de phoques, de la corde et le bois de leurs traîneaux pour faire un oumiak (un bateau en peau), ils ont réussi pour la plupart à regagner la terre. Cette expérience a influencé et inspiré l'artiste pour créer ses sculptures de la série La Migration.
Talirunili s'initie à la gravure, à la sculpture et au dessin durant les années 1950. En plus de ses évocations de la migration, il représente des Inuits, des scènes de chasse et des caribous. Dans les années 1960, il se consacre à la gravure, moyen par lequel il raconte des histoires sur les traditions, l'enfance, la vie quotidienne, les scènes de chasse et divers animaux.
Une de ses sculptures a fait l'objet d'un timbre en 1978.

## Musées et collections publiques
- Carleton University Art Gallery
- Institut culturel Avataq[3]
- Musée d'art de Joliette
- Musée des beaux-arts de l'Ontario
- Musée des beaux-arts de Montréal
- Musée des beaux-arts du Canada
- Musée national des beaux-arts du Québec[4]
- Musée canadien de l'histoire[5]
- Musée des beaux arts de Winnipeg